# Strikers de Fort Lauderdale (1977-1983)
Pour les articles homonymes, voir Strikers de Fort Lauderdale.
Maillots
Les Strikers de Fort Lauderdale (en anglais : Fort Lauderdale Strikers) étaient une franchise américaine de soccer (football) basé à Fort Lauderdale qui a été active de 1977 à 1983. Ils ont évolué en NASL de 1977 à 1983.

## Historique

### Repères historiques
- 1977 : fondation du club sous le nom des Strikers de Fort Lauderdale
- 1983 : le club est dissout

### Histoire
Le 21 décembre 1976, les Toros de Miami (en) déménagent à Fort Lauderdale sous le nom des Strikers de Fort Lauderdale,. Puis à la fin de la saison 1983, la franchise déménage dans le Minnesota sous le nom des Strikers du Minnesota (en).

## Palmarès et résultats

### Palmarès
| Compétitions nationales                                        | Soccer indoor |
| - NASL - Finaliste du Soccer Bowl (en) : 1980 (en)             | - Vierge |
| Récompenses individuelles                                      | |
| - Meilleur entraîneur de la NASL (1) - Ron Newman (en) en 1977 | - Équipe-type n°1 de la NASL (5) - Gordon Banks en 1977 - Teófilo Cubillas en 1980, 1981 - Jan van Beveren en 1981, 1983 - Équipe-type n°2 de la NASL (5) - Ray Hudson (en) en 1978 - Gerd Müller en 1979 - Teófilo Cubillas en 1979, 1982 - Jan van Beveren en 1982 |

### Bilan par saison

#### NASL (1977-1983)
| Saison | Ligue | Saison régulière | Saison régulière | Saison régulière | Saison régulière | Saison régulière | Saison régulière | Saison régulière | Position | Séries éliminatoires      | Affluence |
| Saison | Ligue | M                | V                | N                | D                | BP               | BC               | Pts              | Position | Séries éliminatoires      | Affluence |
| ------ | ----- | ---------------- | ---------------- | ---------------- | ---------------- | ---------------- | ---------------- | ---------------- | -------- | ------------------------- | --------- |
| 1977   | NASL  | 26               | 19               | -                | 7                | 49               | 29               | 161              | 1er/4    | Demi-finale de conférence | 8 140     |
| 1978   | NASL  | 30               | 16               | -                | 14               | 50               | 59               | 143              | 3e/4     | Finale de conférence      | 10 479    |
| 1979   | NASL  | 30               | 17               | -                | 13               | 75               | 65               | 165              | 2e/4     | Premier tour              | 13 708    |
| 1980   | NASL  | 32               | 18               | -                | 14               | 61               | 55               | 163              | 2e/4     | Finale                    | 14 279    |
| 1981   | NASL  | 32               | 18               | -                | 14               | 54               | 46               | 144              | 2e/4     | Finale de conférence      | 13 324    |
| 1982   | NASL  | 32               | 18               | -                | 14               | 64               | 74               | 163              | 1er/4    | Finale de conférence      | 12 345    |
| 1983   | NASL  | 30               | 14               | -                | 16               | 60               | 63               | 136              | 2e/4     | Quart de finale           | 10 829    |

#### Soccer indoor (1979-1983)
| Saison    | Ligue       | Saison régulière | Saison régulière | Saison régulière | Saison régulière | Saison régulière | Position | Séries éliminatoires | Affluence |
| Saison    | Ligue       | M                | V                | D                | BP               | BC               | Position | Séries éliminatoires | Affluence |
| --------- | ----------- | ---------------- | ---------------- | ---------------- | ---------------- | ---------------- | -------- | -------------------- | --------- |
| 1979      | NASL indoor | 2                | 0                | 2                | 6                | 13               | -        | Quatrième            | N/A       |
| 1979-1980 | NASL indoor | 12               | 3                | 9                | 58               | 65               | 4e/5     | Non qualifié         | 2 069     |
| 1980-1981 | NASL indoor | 18               | 1                | 17               | 58               | 125              | 4e/4     | Non qualifié         | 1 699     |
| 1983      | NASL indoor | 6                | 1                | 5                | 32               | 40               | 4e/4     | Quatrième            | N/A       |

## Personnalités du club

### Propriétaires
Le tableau suivant présente la liste des propriétaires de la franchise entre 1977 et 1983.
| Rang | Nom                         | Période   |
| ---- | --------------------------- | --------- |
| 1    | Elizabeth & Joe Robbie (en) | 1977–1983 |

### Historique des entraîneurs
Le tableau suivant présente la liste des entraîneurs de la franchise entre 1977 et 1983.
| Rang | Nom              | Période   |
| ---- | ---------------- | --------- |
| 1    | Ron Newman (en)  | 1977-1979 |
| 2    | Cor van der Hart | 1980      |

| Rang | Nom                 | Période   |
| ---- | ------------------- | --------- |
| 3    | Eckhard Krautzun    | 1981-1982 |
| 4    | David Chadwick (en) | 1983      |

### Joueurs emblématiques
Quelques joueurs célèbres et importants pour les Strikers, classés par ordre d'arrivée au club :
- Gordon Banks (1977-1978)
- Ray Hudson (1977-1983)
- Ian Callaghan (1978)
- George Best (1978-1979)
- Gerd Müller (1979-1981)
- Teófilo Cubillas (1979-1983)
- Bernd Hölzenbein (1981-1982)
- Alexandru Sătmăreanu (1982-1983)
- Jan van Beveren (1980-1983)
- Elías Figueroa (1980-1981)
- Arsène Auguste (1980-1981)
- Ernst Jean-Baptiste (1983)